# Coppa Arpinati 1927
La Coppa Arpinati 1927 fu un torneo calcistico italiano. Vi parteciparono alcune squadre di Prima Divisione (l'attuale Serie B) non classificate al primo posto della Prima Divisione 1926-1927.

## Avvenimenti
Con un comunicato del 30 marzo 1927 il presidente del Direttorio Divisioni Superiori Ottorino Barassi indisse un torneo di consolazione, con in palio una coppa federale, aperto alle squadre di Prima Divisione non qualificate al girone finale. Nello stesso comunicato fu annunciato che il torneo avrebbe avuto inizio il 10 aprile e che le iscrizioni si sarebbero chiuse il 3; la tassa di iscrizione e quella per ogni gara furono fissate in lire 250, e le squadre sarebbero state ripartite in gironi di andata e ritorno in base a criteri di vicinorietà. Successivamente fu annunciato che la competizione avrebbe preso il nome di Coppa Arpinati, in onore del presidente federale Leandro Arpinati, e l'inizio fu rinviato di una settimana. Il 14 aprile 1927 il Direttorio Divisioni Superiori comunicò che si erano iscritte 18 squadre, di cui due meridionali (Audace di Taranto e Foggia); tuttavia il DDS decise, per motivi logistici, di ammettere alla competizione vera e propria solo le 16 squadre settentrionali, e di mettere in palio un trofeo alternativo che sarebbe stato aggiudicato alla vincente tra Audace e Foggia (le cui sfide furono programmate per il 24 aprile e il 1 maggio).
Il girone A fu vinto dall'Atalanta che si impose nello spareggio con l'ex aequo Treviso. Il girone B, condizionato dal ritiro della Biellese al termine del girone d'andata e dai forfait dichiarati dallo Speranza di Savona (in procinto di essere assorbito dal Savona) nel girone di ritorno, vide la facile vittoria del Legnano. Il girone C fu vinto dalla Triestina tra le polemiche: decisivo fu l'annullamento della sconfitta contro la Monfalconese e la vittoria nella ripetizione per forfait degli avversari (l'Udinese, seconda a un solo punto di distacco, protestò). Il girone D infine vide la Pistoiese imporsi sulla Fiorentina, distaccata di due punti: decisivi furono gli scontri diretti in cui la Pistoiese conquistò 3 punti (3-3 a Firenze e vittoria per 6-0 a Pistoia) contro l'uno dei gigliati.
Il girone finale fu dominato dalla Pistoiese che, vincendo le prime cinque partite, ottenne la certezza matematica della vittoria del trofeo a una giornata dal termine, quando il distacco dalla più immediata inseguitrice, l'Atalanta, era di quattro punti. L'unica sconfitta arrivò all'ultima giornata contro la Triestina che si impose per 7-1, complice la demotivazione della squadra toscana già certa della vittoria della competizione.

## Girone A

### Classifica
|  | Pos. | Squadra  | Pt | G | V | N | P | GF | GS | DR  |
|  | ---- | -------- | -- | - | - | - | - | -- | -- | --- |
|  | 1.   | Atalanta | 8  | 6 | 3 | 2 | 1 | 20 | 6  | +14 |
|  | 2.   | Treviso  | 8  | 6 | 2 | 4 | 0 | 10 | 4  | +6  |
|  | 3.   | Mantova  | 5  | 6 | 2 | 1 | 3 | 11 | 20 | -9  |
|  | 4.   | Parma    | 3  | 6 | 1 | 1 | 4 | 3  | 14 | -11 |

Legenda:

         Qualificata al girone finale.
Note:
Due punti a vittoria, uno a pareggio, zero a sconfitta.
Era in vigore il pari merito, con eventuali spareggi per determinare qualificazioni.
Spareggio
|          | Risultati |         | Luogo e data           |
| -------- | --------- | ------- | ---------------------- |
| Atalanta | 4-1       | Treviso | Verona, 29 maggio 1927 |
|          |           |         |                        |

### Calendario
| Andata (1ª) | Andata (1ª) | Prima giornata  | Ritorno (4ª) | Ritorno (4ª) |
|             |             |                 |              |              |
| 17 apr.     | 3-1         | Atalanta-Parma  | 0-1          | 8 mag.       |
| 17 apr.     | 3-1         | Treviso-Mantova | 1-1          | 8 mag.       |

| Andata (2ª) | Andata (2ª) | Seconda giornata | Ritorno (5ª) | Ritorno (5ª) |
|             |             |                  |              |              |
| 24 apr.     | 1-5         | Parma-Treviso    | 0-0          | 15 mag.      |
| 24 apr.     | 2-7         | Mantova-Atalanta | 1-9          | 15 mag.      |

| \| Andata (3ª)[4] \| Andata (3ª)[4] \| Terza giornata \| Ritorno (6ª) \| Ritorno (6ª) \| \| \| \| \| \| \| \| 1º mag. \| 1-1 \| Atalanta-Treviso \| 0-0 \| 22 mag. \| \| 1º mag. \| 4-0 \| Mantova-Parma \| 2-0 \| 22 mag. \| |             |                  |              |              |
| Andata (3ª) | Andata (3ª) | Terza giornata   | Ritorno (6ª) | Ritorno (6ª) |
| |             |                  |              |              |
| 1º mag. | 1-1         | Atalanta-Treviso | 0-0          | 22 mag.      |
| 1º mag. | 4-0         | Mantova-Parma    | 2-0          | 22 mag.      |

## Girone B

### Classifica
|  | Pos. | Squadra  | Pt | G | V | N | P | GF | GS | DR  |
|  | ---- | -------- | -- | - | - | - | - | -- | -- | --- |
|  | 1.   | Legnano  | 12 | 6 | 6 | 0 | 0 | 16 | 1  | +15 |
|  | 2.   | Speranza | 6  | 6 | 3 | 0 | 3 | 6  | 7  | -1  |
|  | 2.   | Savona   | 6  | 6 | 3 | 0 | 3 | 8  | 10 | -2  |
|  | 4.   | Biellese | 0  | 6 | 0 | 0 | 6 | 0  | 12 | -12 |

Legenda:

         Qualificata al girone finale.
Note:
Due punti a vittoria, uno a pareggio, zero a sconfitta.
Era in vigore il pari merito, con eventuali spareggi per determinare qualificazioni.
Classifica parziale.

### Calendario
| Andata (1ª) | Andata (1ª) | Prima giornata   | Ritorno (4ª) | Ritorno (4ª) |
|             |             |                  |              |              |
| 17 apr.     | 2-0         | Legnano-Biellese | 2-0          | 8 mag.       |
| 17 apr.     | 2-1         | Speranza-Savona  | 0-2          | 8 mag.       |

| Andata (2ª) | Andata (2ª) | Seconda giornata  | Ritorno (5ª) | Ritorno (5ª) |
|             |             |                   |              |              |
| 24 apr.     | 1-2         | Savona-Legnano    | 0-6          | 15 mag.      |
| 24 apr.     | 0-2         | Biellese-Speranza | 0-2          | 15 mag.      |

| \| Andata (3ª) \| Andata (3ª) \| Terza giornata \| Ritorno (6ª) \| Ritorno (6ª) \| \| \| \| \| \| \| \| 1º mag. \| 2-0 \| Legnano-Speranza \| 2-0 \| 22 mag. \| \| 1º mag. \| 2-0 \| Savona-Biellese \| 2-0 \| 22 mag. \| |             |                  |              |              |
| Andata (3ª) | Andata (3ª) | Terza giornata   | Ritorno (6ª) | Ritorno (6ª) |
| |             |                  |              |              |
| 1º mag. | 2-0         | Legnano-Speranza | 2-0          | 22 mag.      |
| 1º mag. | 2-0         | Savona-Biellese  | 2-0          | 22 mag.      |

## Girone C

### Classifica
|  | Pos. | Squadra      | Pt | G | V | N | P | GF | GS | DR |
|  | ---- | ------------ | -- | - | - | - | - | -- | -- | -- |
|  | 1.   | Triestina    | 8  | 6 | 4 | 0 | 2 | 8  | 9  | -1 |
|  | 2.   | Udinese      | 7  | 6 | 2 | 2 | 2 | 10 | 10 | 0  |
|  | 3.   | Fiumana      | 6  | 6 | 2 | 2 | 2 | 11 | 6  | +5 |
|  | 4.   | Monfalconese | 3  | 6 | 1 | 1 | 4 | 5  | 9  | -4 |

Legenda:

         Qualificata al girone finale.
Note:
Due punti a vittoria, uno a pareggio, zero a sconfitta.
Era in vigore il pari merito, con eventuali spareggi per determinare qualificazioni.

### Calendario
| Andata (1ª) | Andata (1ª) | Prima giornata       | Ritorno (4ª) | Ritorno (4ª) |
|             |             |                      |              |              |
| 17 apr.     | 1-0         | Triestina-Fiumana    | 0-5          | 29 mag.      |
| 17 apr.     | 2-0         | Udinese-Monfalconese | 0-4          | 8 mag.       |

| Andata (2ª) | Andata (2ª) | Seconda giornata     | Ritorno (5ª) | Ritorno (5ª) |
|             |             |                      |              |              |
| 24 apr.     | 0-0         | Monfalconese-Fiumana | 1-3          | 15 mag.      |
| 24 apr.     | 3-0         | Udinese-Triestina    | 1-3          | 15 mag.      |

| \| Andata (3ª) \| Andata (3ª) \| Terza giornata \| Ritorno (6ª) \| Ritorno (6ª) \| \| \| \| \| \| \| \| 1º mag. \| 0-2 \| [5]Monfalconese-Triestina \| 0-2 \| 22 mag. \| \| 1º mag. \| 1-1 \| Fiumana-Udinese \| 2-3 \| 22 mag. \| |             |                        |              |              |
| Andata (3ª) | Andata (3ª) | Terza giornata         | Ritorno (6ª) | Ritorno (6ª) |
| |             |                        |              |              |
| 1º mag. | 0-2         | Monfalconese-Triestina | 0-2          | 22 mag.      |
| 1º mag. | 1-1         | Fiumana-Udinese        | 2-3          | 22 mag.      |

## Girone D

### Classifica
|  | Pos. | Squadra    | Pt | G | V | N | P | GF | GS | DR  |
|  | ---- | ---------- | -- | - | - | - | - | -- | -- | --- |
|  | 1.   | Pistoiese  | 10 | 6 | 4 | 2 | 0 | 18 | 6  | +12 |
|  | 2.   | Fiorentina | 8  | 6 | 3 | 2 | 1 | 12 | 12 | 0   |
|  | 3.   | Pisa       | 3  | 6 | 1 | 1 | 4 | 7  | 13 | -6  |
|  | 3.   | Prato      | 3  | 6 | 1 | 1 | 4 | 8  | 14 | -6  |

Legenda:

         Qualificata al girone finale.
Note:
Due punti a vittoria, uno a pareggio, zero a sconfitta.
Era in vigore il pari merito, con eventuali spareggi per determinare qualificazioni.

### Calendario
| Andata (1ª) | Andata (1ª) | Prima giornata       | Ritorno (4ª) | Ritorno (4ª) |
|             |             |                      |              |              |
| 17 apr.     | 4-0         | Pisa-Prato           | 1-4          | 8 mag.       |
| 17 apr.     | 3-3         | Fiorentina-Pistoiese | 0-6          | 8 mag.       |

| Andata (2ª) | Andata (2ª) | Seconda giornata | Ritorno (5ª) | Ritorno (5ª) |
|             |             |                  |              |              |
| 24 apr.     | 3-1         | Pistoiese-Pisa   | 1-1          | 15 mag.      |
| 24 apr.     | 1-2         | Prato-Fiorentina | 2-2          | 15 mag.      |

| \| Andata (3ª) \| Andata (3ª) \| Terza giornata \| Ritorno (6ª) \| Ritorno (6ª) \| \| \| \| \| \| \| \| 1º mag. \| 0-3 \| Prato-Pistoiese \| 1-2 \| 22 mag. \| \| 1º mag. \| 0-1 \| Pisa-Fiorentina \| 0-4 \| 22 mag. \| |             |                 |              |              |
| Andata (3ª) | Andata (3ª) | Terza giornata  | Ritorno (6ª) | Ritorno (6ª) |
| |             |                 |              |              |
| 1º mag. | 0-3         | Prato-Pistoiese | 1-2          | 22 mag.      |
| 1º mag. | 0-1         | Pisa-Fiorentina | 0-4          | 22 mag.      |

## Girone Finale

### Classifica
|  | Pos. | Squadra   | Pt | G | V | N | P | GF | GS | DR |
|  | ---- | --------- | -- | - | - | - | - | -- | -- | -- |
|  | 1.   | Pistoiese | 10 | 6 | 5 | 0 | 1 | 18 | 12 | +6 |
|  | 2.   | Atalanta  | 6  | 6 | 3 | 0 | 3 | 12 | 13 | -1 |
|  | 3.   | Triestina | 4  | 6 | 2 | 0 | 4 | 13 | 13 | 0  |
|  | 3.   | Legnano   | 4  | 6 | 2 | 0 | 4 | 9  | 14 | -5 |

Legenda:

         Vincitore.
Note:
Due punti a vittoria, uno a pareggio, zero a sconfitta.
Era in vigore il pari merito, con eventuali spareggi per determinare qualificazioni.

### Calendario
| Andata (1ª) | Andata (1ª) | Prima giornata     | Ritorno (4ª) | Ritorno (4ª) |
|             |             |                    |              |              |
| 5 giu.      | 3-1         | Legnano-Triestina  | 1-3          | 19 giu.      |
| 5 giu.      | 1-2         | Atalanta-Pistoiese | 3-5          | 19 giu.      |

| Andata (2ª) | Andata (2ª) | Seconda giornata   | Ritorno (5ª) | Ritorno (5ª) |
|             |             |                    |              |              |
| 12 giu.     | 2-0         | Pistoiese-Legnano  | 5-0          | 26 giu.      |
| 12 giu.     | 1-2         | Triestina-Atalanta | 0-3          | 26 giu.      |

| \| Andata (3ª) \| Andata (3ª) \| Terza giornata \| Ritorno (6ª) \| Ritorno (6ª) \| \| \| \| \| \| \| \| 16 giu. \| 1-0 \| Atalanta-Legnano \| 2-5 \| 29 giu. \| \| 16 giu. \| 3-1 \| Pistoiese-Triestina \| 1-7 \| 29 giu. \| |             |                     |              |              |
| Andata (3ª) | Andata (3ª) | Terza giornata      | Ritorno (6ª) | Ritorno (6ª) |
| |             |                     |              |              |
| 16 giu. | 1-0         | Atalanta-Legnano    | 2-5          | 29 giu.      |
| 16 giu. | 3-1         | Pistoiese-Triestina | 1-7          | 29 giu.      |